# Barbara Jordan (tennis)
Pour les articles homonymes, voir Barbara Jordan et Jordan.
Barbara Jordan (née le 2 avril 1957 à Milwaukee dans le Wisconsin) est une joueuse de tennis américaine, professionnelle de la fin des années 1970 à 1987.
Alors classée 68e mondiale, elle a remporté l'Open d'Australie en 1979, certes en l'absence des toutes meilleures, mais en éliminant la favorite Hana Mandlíková en quarts de finale.
Ce titre est le seul qu'elle ait gagné en simple sur le circuit WTA pendant sa carrière.
Elle est la sœur aînée de Kathy Jordan, l'une des spécialistes de double les plus émérites dans les années 1980.

## Palmarès

### Titre en simple dames
| No | Date       | Nom et lieu du tournoi     | Catégorie | Dotation  | Surface      | Finaliste    | Score    |          |
| -- | ---------- | -------------------------- | --------- | --------- | ------------ | ------------ | -------- | -------- |
| 1  | 24-12-1979 | Australian Open, Melbourne | G. Chelem | 350 000 $ | Gazon (ext.) | Sharon Walsh | 6-3, 6-3 | Parcours |

### Finales en simple dames
| No | Date       | Nom et lieu du tournoi         | Catégorie | Dotation | Surface      | Vainqueure       | Score         |          |
| -- | ---------- | ------------------------------ | --------- | -------- | ------------ | ---------------- | ------------- | -------- |
| 1  | 01-01-1979 | Avon Futures of Austin, Austin | Futures   | 25 000 $ | NC           | Betty-Ann Stuart | 6-3, 5-7, 7-5 | Parcours |
| 2  | 13-10-1980 | Borden Classic, Nagoya         |           | 50 000 $ | Terre (ext.) | Dana Gilbert     | 5-1, ab.      | Parcours |

### Titres en double dames
| No | Date       | Nom et lieu du tournoi                       | Catégorie | Dotation | Surface         | Partenaire     | Finalistes                      | Score         |          |
| -- | ---------- | -------------------------------------------- | --------- | -------- | --------------- | -------------- | ------------------------------- | ------------- | -------- |
| 1  | 02-02-1981 | Avon Futures of Central Pennsylvania Hershey | Futures   | 30 000 $ | Dur (int.)      | Laura duPont   | Andrea Buchanan Kim Sands       | 7-5, 6-3      | Parcours |
| 2  | 18-10-1982 | Japan Open Tokyo                             | Series 2  | 50 000 $ | Dur (ext.)      | Laura duPont   | Naoko Sato Brenda Remilton      | 6-2, 6-7, 6-1 | Parcours |
| 3  | 07-02-1983 | Ginny of Indianapolis Indianapolis           |           | 50 000 $ | Moquette (int.) | Lea Antonoplis | Rosalyn Fairbank Candy Reynolds | 5-7, 6-4, 7-5 | Parcours |
| 4  | 14-02-1983 | Ginny of Hershey Hershey                     |           | 50 000 $ | Moquette (int.) | Lea Antonoplis | Sherry Acker Ann Henricksson    | 6-3, 6-4      | Parcours |

### Finales en double dames
| No | Date       | Nom et lieu du tournoi                   | Catégorie  | Dotation  | Surface         | Vainqueures                     | Partenaire       | Score         |          |
| -- | ---------- | ---------------------------------------- | ---------- | --------- | --------------- | ------------------------------- | ---------------- | ------------- | -------- |
| 1  | 17-12-1979 | Nabisco New South Wales Open Sydney      |            | 50 000 $  | Gazon (ext.)    | Diane Desfor Barbara Hallquist  | Kym Ruddell      | 4-6, 6-2, 6-2 | Parcours |
| 2  | 14-01-1980 | Avon Futures of Las Vegas Las Vegas      | Futures    | 25 000 $  | Dur (int.)      | Kay McDaniel Barbara Potter     | Diane Desfor     | 4-6, 7-6, 6-4 | Parcours |
| 3  | 08-09-1980 | Women’s Games Salt Lake City             |            | 50 000 $  | Dur (ext.)      | Virginia Ruzici Pam Teeguarden  | Joanne Russell   | 6-4, 7-5      | Parcours |
| 4  | 02-03-1981 | Avon Futures of Las Vegas Las Vegas      | Futures    | 30 000 $  | Dur (int.)      | Sherry Acker Paula Smith        | Laura duPont     | 2-6, 6-4, 6-3 | Parcours |
| 5  | 19-10-1981 | Japan Open Tokyo                         |            | 50 000 $  | Moquette (int.) | Cláudia Monteiro Pat Medrado    | Roberta McCallum | 6-3, 3-6, 6-2 | Parcours |
| 6  | 18-01-1982 | Avon Futures of Canada Montréal          | Futures    | 40 000 $  | Dur (int.)      | Marjorie Blackwood Susan Leo    | Diane Desfor     | 6-2, 6-4      | Parcours |
| 7  | 11-10-1982 | Borden Classic Tokyo                     | Series 2   | 75 000 $  | Terre (ext.)    | Naoko Sato Brenda Remilton      | Laura duPont     | 2-6, 6-3, 6-3 | Parcours |
| 8  | 11-07-1983 | Virginia Slims Hall of Fame Newport (RI) |            | 100 000 $ | Gazon (ext.)    | Barbara Potter Pam Shriver      | Elizabeth Sayers | 6-3, 6-1      | Parcours |
| 9  | 07-11-1983 | Ginny Championships Honolulu             |            | 100 000 $ | Moquette (int.) | Rosalyn Fairbank Candy Reynolds | Lea Antonoplis   | 5-7, 7-5, 6-3 | Parcours |
| 10 | 05-03-1984 | Bridgestone Doubles Tokyo                |            | 175 000 $ | Moquette (int.) | Ann Kiyomura Pam Shriver        | Elizabeth Sayers | 6-3, 6-7, 6-3 | Parcours |
| 11 | 11-06-1984 | Edgbaston Cup Birmingham                 | VS Tour C2 | 125 000 $ | Gazon (ext.)    | Leslie Allen Anne White         | Elizabeth Sayers | 7-5, 6-3      | Parcours |

### Titre en double mixte
| No | Date       | Nom et lieu du tournoi | Catégorie | Dotation  | Surface      | Partenaire      | Finalistes                       | Score    |          |
| -- | ---------- | ---------------------- | --------- | --------- | ------------ | --------------- | -------------------------------- | -------- | -------- |
| 1  | 23-05-1983 | Roland-Garros Paris    | G. Chelem | 350 000 $ | Terre (ext.) | Eliot Teltscher | Leslie Allen Charles Buzz Strode | 6-2, 6-3 | Parcours |

## Parcours en Grand Chelem

### En simple dames
| Année | Open d'Australie (janvier) | Open d'Australie (janvier) | Internationaux de France | Internationaux de France | Wimbledon       | Wimbledon       | US Open         | US Open          | Open d'Australie (décembre) | Open d'Australie (décembre) |
| 1977  | -                          | -                          | -                        | -                        | -               | -               | 3e tour (1/16)  | Wendy Turnbull   | -                           | -                           |
| 1978  | n/a                        | n/a                        | -                        | -                        | 3e tour (1/16)  | M. Navrátilová  | 1er tour (1/64) | Anne Smith       | -                           | -                           |
| 1979  | n/a                        | n/a                        | 1er tour (1/32)          | Laura duPont             | 2e tour (1/32)  | Virginia Wade   | 3e tour (1/16)  | Regina Maršíková | Victoire                    | Sharon Walsh                |
| 1980  | n/a                        | n/a                        | 1er tour (1/32)          | Sylvia Hanika            | 3e tour (1/16)  | Pam Shriver     | 2e tour (1/32)  | Betsy Nagelsen   | -                           | -                           |
| 1981  | n/a                        | n/a                        | 2e tour (1/32)           | Iwona Kuczyńska          | -               | -               | 2e tour (1/32)  | Glynis Coles     | -                           | -                           |
| 1982  | n/a                        | n/a                        | 1er tour (1/64)          | Marcella Mesker          | 2e tour (1/32)  | Pam Teeguarden  | 1er tour (1/64) | Laura Arraya     | -                           | -                           |
| 1983  | n/a                        | n/a                        | 1er tour (1/64)          | Lisa Bonder              | 3e tour (1/16)  | C. Kohde-Kilsch | 1er tour (1/64) | Pilar Vásquez    | 1er tour (1/32)             | Hana Mandlíková             |
| 1984  | n/a                        | n/a                        | 1er tour (1/64)          | Petra Delhees            | -               | -               | -               | -                | -                           | -                           |
| 1985  | n/a                        | n/a                        | -                        | -                        | 1er tour (1/64) | I. Demongeot    | 1er tour (1/64) | Laura Garrone    | -                           | -                           |

À droite du résultat, l’ultime adversaire.

### En double dames
| Année | Open d'Australie (janvier) | Open d'Australie (janvier) | Internationaux de France    | Internationaux de France   | Wimbledon                     | Wimbledon                  | US Open                      | US Open                     | Open d'Australie (décembre) | Open d'Australie (décembre) |
| 1975  | -                          | -                          | -                           | -                          | 1er tour (1/32) M. Simionescu | Laura duPont W. Turnbull   | -                            | -                           | n/a                         | n/a                         |
| 1976  | -                          | -                          | -                           | -                          | -                             | -                          | 1er tour (1/32) B. Hallquist | L. Beaven Sally Moore       | n/a                         | n/a                         |
| 1978  | n/a                        | n/a                        | -                           | -                          | 1er tour (1/32) Kate Latham   | Carrie Meyer R. Tomanová   | 2e tour (1/16) C. Reynolds   | Ilana Kloss Marise Kruger   | -                           | -                           |
| 1979  | n/a                        | n/a                        | -                           | -                          | 1er tour (1/32) A. Moulton    | Tanya Harford Anne Hobbs   | 2e tour (1/16) Kym Ruddell   | Betty Stöve W. Turnbull     | 1/4 de finale Kym Ruddell   | E. Little Keryn Pratt       |
| 1980  | n/a                        | n/a                        | 2e tour (1/8) Lele Forood   | Kathy Jordan Anne Smith    | 1er tour (1/32) Lele Forood   | C. Reynolds Paula Smith    | 1er tour (1/32) Lele Forood  | Kathy May P. Teeguarden     | -                           | -                           |
| 1981  | n/a                        | n/a                        | 3e tour (1/8) Laura duPont  | R. Fairbank Tanya Harford  | -                             | -                          | 2e tour (1/16) Laura duPont  | F. Hutnick R. Richards      | -                           | -                           |
| 1982  | n/a                        | n/a                        | 1er tour (1/32) Susan Leo   | J. Mundel S. Rollinson     | 2e tour (1/16) Laura duPont   | Leslie Allen Mima Jaušovec | 1er tour (1/32) Laura duPont | Leslie Allen Mima Jaušovec  | 2e tour (1/8) L. Antonoplis | Navrátilová Pam Shriver     |
| 1983  | n/a                        | n/a                        | 3e tour (1/8) L. Antonoplis | R. Fairbank C. Reynolds    | 3e tour (1/8) L. Antonoplis   | Rosie Casals W. Turnbull   | 2e tour (1/16) L. Antonoplis | Sandy Collins Zina Garrison | 2e tour (1/8) E. Sayers     | Navrátilová Pam Shriver     |
| 1984  | n/a                        | n/a                        | 1/2 finale E. Sayers        | Kohde-Kilsch H. Mandlíková | 2e tour (1/16) E. Sayers      | Chris Evert C. Tanvier     | -                            | -                           | -                           | -                           |
| 1985  | n/a                        | n/a                        | 1er tour (1/32) Henricksson | Iva Budařová M. Skuherská  | 1er tour (1/32) Nancy Yeargin | J. Mundel Van Nostrand     | 1er tour (1/32) Betty Stöve  | C. Reynolds Paula Smith     | -                           | -                           |

Sous le résultat, la partenaire ; à droite, l’ultime équipe adverse.

### En double mixte
| Année | Open d'Australie (janvier), | Open d'Australie (janvier), | Internationaux de France  | Internationaux de France   | Wimbledon                   | Wimbledon                 | US Open                     | US Open                  | Open d'Australie (décembre), | Open d'Australie (décembre), |
| 1978  | n/a                         | n/a                         | -                         | -                          | -                           | -                         | 3e tour (1/8) Steve Denton  | W. Turnbull Bob Hewitt   | n/a                          | n/a                          |
| 1980  | n/a                         | n/a                         | -                         | -                          | -                           | -                         | 2e tour (1/8) Tracy Delatte | Greer Stevens Bob Hewitt | n/a                          | n/a                          |
| 1981  | n/a                         | n/a                         | -                         | -                          | -                           | -                         | 1er tour (1/16) Jim Delaney | Anne Smith Kevin Curren  | n/a                          | n/a                          |
| 1982  | n/a                         | n/a                         | 2e tour (1/8) Marty Davis | P. Teeguarden Bruce Manson | 1er tour (1/32) Marty Davis | Debbie Jevans A. Jarrett  | 1/2 finale Chris Dunk       | Anne Smith Kevin Curren  | n/a                          | n/a                          |
| 1983  | n/a                         | n/a                         | Victoire E. Teltscher     | Leslie Allen Charles Buzz  | 3e tour (1/8) Ferdi Taygan  | A. Temesvári Charles Buzz | -                           | -                        | n/a                          | n/a                          |
| 1984  | n/a                         | n/a                         | 1/4 de finale Scott Davis | Pam Whytcross David Graham | 1er tour (1/32) Chris Dunk  | M. Mesker Drew Gitlin     | -                           | -                        | n/a                          | n/a                          |
| 1985  | n/a                         | n/a                         | 2e tour (1/16) Chris Dunk | Beth Herr Gary Donnelly    | -                           | -                         | -                           | -                        | n/a                          | n/a                          |

Sous le résultat, le partenaire ; à droite, l’ultime équipe adverse.

## Parcours aux Masters

### En double dames
| # | Date       | Nom de l'édition                      | ($)     | Surface         | Résultat      | Partenaire     | Ultimes adversaires             | Score    |          |
| - | ---------- | ------------------------------------- | ------- | --------------- | ------------- | -------------- | ------------------------------- | -------- | -------- |
| 1 | 27/02/1984 | Virginia Slims Championships New York | 500 000 | Moquette (int.) | 1/4 de finale | Lea Antonoplis | Martina Navrátilová Pam Shriver | 6-3, 6-0 | Parcours |

## Classements WTA

### Classements en simple en fin de saison
| Année | 1986 |
| Rang  | 469  |

Source : (en) « Classements de Barbara Jordan (tennis) », sur le site officiel du WTA Tour

## Récompenses et distinctions
- En 1975, elle fait partie des personnalités de l'année selon Time Magazine parmi « Les Américaines ». Elle est alors, avec la syndicaliste Addie Wyatt, la première femme afro-américaine à y figurer.
- Elle est inscrite au National Women's Hall of Fame.